# Pselaphorhynchites aeratus
Espèce
Pselaphorhynchites aeratus est une espèce d'insectes coléoptères appartenant à la famille des Attelabidae.